# Brian G. Hutton
Brian G. Hutton (Nova York, 1 de gener de 1935 - 19 d'agost de 2014) va ser un actor i director de cinema estatunidenc.

## Biografia
Brian G. Hutton va néixer i es va formar a Nova York. Abans d'iniciar la seva carrera al cinema, va treballar com a actor interpretant papers secundaris en nombroses sèries de televisió, també gràcies a l'ajuda del director Douglas Heyes; sempre com a actor, també va participar en algunes pel·lícules dels anys cinquanta i seixanta .
La seva activitat com a director va començar a mitjans dels anys seixanta. El seu primer treball darrere de la càmera va ser Wild Seed, produït el 1965 per Universal Pictures. Van seguir The Pad and How to Use It (1966) i Sol Madrid(1968). Posteriorment va dirigir obres de més abast, com El desafiament de les àguiles (1968), basada en un tema d' Alistair MacLean i interpretada per Richard Burton i Clint Eastwood en els papers principals. Un altre gran èxit va ser la comèdia de guerra Els herois de Kelly (1970), ambientada durant la Segona Guerra Mundial, amb Clint Eastwood, Telly Savalas i Donald Sutherland.
Menys èxit van tenir les següents pel·lícules, el drama Joc de tres (1973), amb Elizabeth Taylor, Michael Caine i Susannah York, i les dues següents Night Watch (1973), amb Liz Taylor i Laurence Harvey, i El primer pecat mortal (1980), que va marcar el retorn al cinema de Frank Sinatra després de deu anys d'absència de la pantalla gran. El seu últim treball, La gran ruta cap a la Xina (1983) va ser una pel·lícula d'aventures.

## Filmografia

### Director
- Wild Seed (1965)
- The Pad and How to Use It (1966)
- El desafiament de les àguiles (Where Eagles Dare) (1968)
- Sol Madrid (1968)
- Els herois de Kelly (Kelly's Heroes)  (1970)
- Joc de tres (Zee and Co.) (1972)
- Night Watch (1973)
- El primer pecat mortal (The First Deadly Sin) (1980)
- La gran ruta cap a la Xina (High Road to China) (1983)

### Actor
- 1957: Carnival Rock: Stanley
- 1957: Fear Strikes Out: Bernie Sherwill
- 1957: Duel de titans (Gunfight at the O.K. Corral): Rick
- 1958: The Case Against Brooklyn: Jess Johnson
- 1958: King Creole: Sal
- 1959: L'últim tren de Gun Hill (Last Train from Gun Hill): Lee Smithers
- 1959: The Big Fisherman: John
- 1962: The Interns: Dr. Joe Parelli